# Chess (Musical)
Chess (englisch für Schach) ist ein Musical aus dem Jahr 1984.

## Musik und Besetzung
Die Musik des Musicals wurde von Benny Andersson und Björn Ulvaeus, den männlichen Mitgliedern der schwedischen Popgruppe ABBA, komponiert; die Texte stammen von dem Briten Tim Rice und von Björn Ulvaeus. Tim Rice wollte aus dem Thema eigentlich mit Andrew Lloyd Webber ein Musical machen, der aber arbeitete gerade an Cats. Der Broadway-Produzent Richard Vos riet Rice dazu, auf die ABBA-Komponisten zuzugehen. Die bekanntesten Lieder aus dem Musical sind One Night in Bangkok und I Know Him So Well.
Chess wurde zunächst einige Male konzertant aufgeführt, dann von Trevor Nunn im Prince Edward Theatre im Londoner West End mehrere Jahre lang als Musical.
Die Hauptrollen in der Studiofassung werden von Elaine Paige, Barbara Dickson, Murray Head und Tommy Körberg gesungen, als Chor fungieren die Ambrosian Singers aus London, als Orchester das London Symphony Orchestra. Arrangiert haben Benny Andersson und Anders Eljas.

## Handlung
Die Geschichte spielt in Meran und Bangkok und ist an der Konkurrenz zweier Schachspieler aufgehängt, von denen einer Russe und der andere US-Amerikaner ist. Die Charaktere und Lebensgeschichten der beiden sind wahrscheinlich von Viktor Kortschnoi und Bobby Fischer inspiriert. Die Handlung des Musicals kann nur in ihren Grundzügen wiedergegeben werden, da sie sich in den einzelnen Inszenierungen sehr unterscheidet.
Die ursprüngliche Londoner Fassung erzählt von zwei Schachturnieren, während die Broadway-Fassung nur von einem Turnier handelt. Während eines Weltmeisterschaftsturniers entspinnt sich eine Dreiecksgeschichte. Die Managerin des einen Spielers verliebt sich in dessen Rivalen. Parallelen zum Kalten Krieg und seinem Ost-West-Konflikt waren gewollt. Im Stück geht es um Politik, Verschwörung, Liebe und Eifersucht vor dem Hintergrund einer Weltmeisterschaft in Schach.

## Songs
- Merano

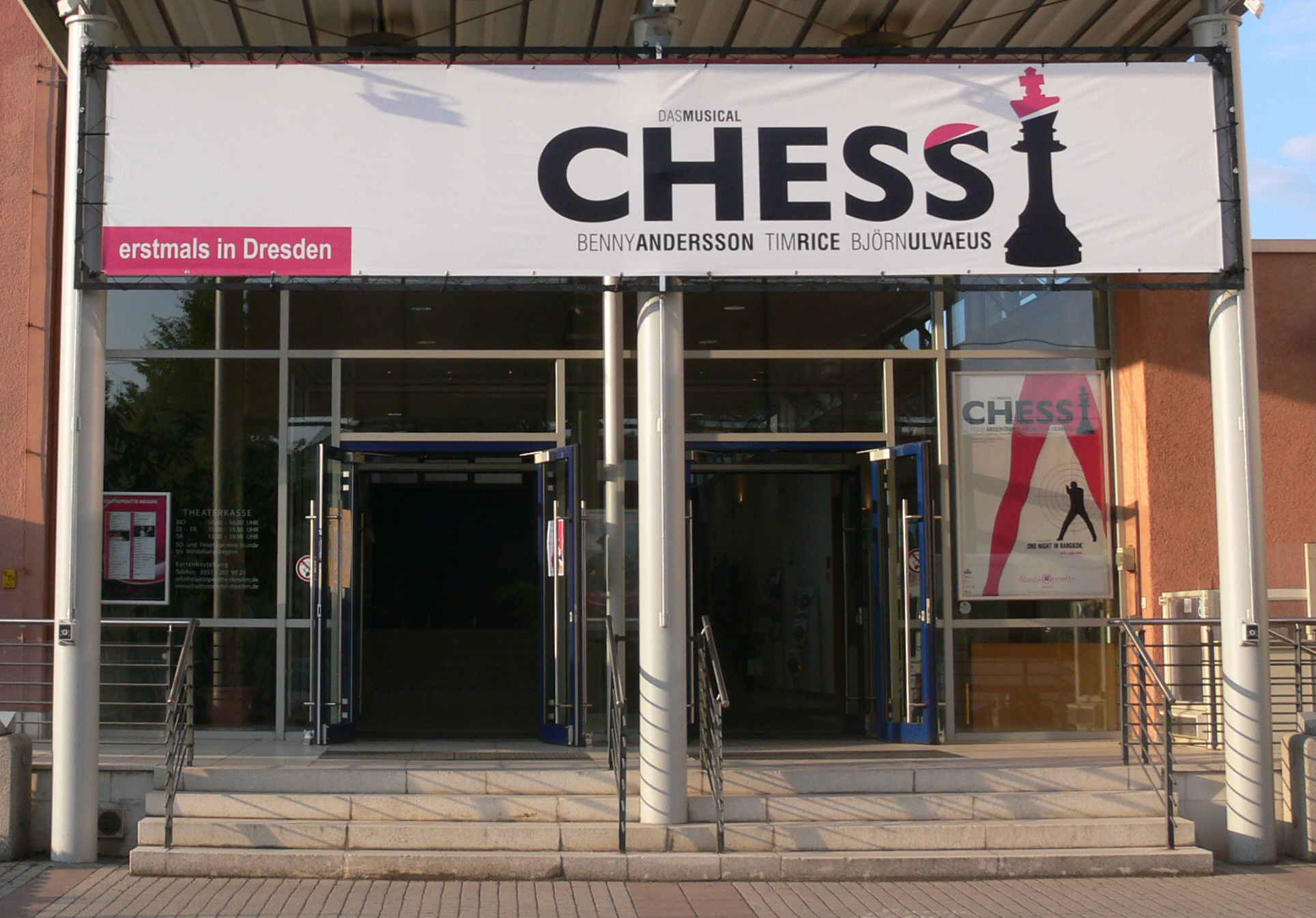
Eingang zur Staatsoperette Dresden mit Werbung für Aufführungen des Musicals „Chess“

- The Russian and Molokov / Where I Want to Be
- Opening Ceremony
- Quartet (A Model of Decorum and Tranquillity)
- The American and Florence / Nobody’s Side
- Chess
- Mountain Duet
- Florence Quits
- Embassy Lament
- Anthem
- Bangkok / One Night In Bangkok
- Heaven Help My Heart
- Argument
- I Know Him So Well
- The Deal (No Deal)
- Pity the Child
- Endgame
- Epilogue: You and I / The Story of Chess

## Wissenswertes
Zweieinhalb Monate nach der Uraufführung in London fand dort eine Hälfte der Schachweltmeisterschaft 1986 statt, wodurch auch das Musical erhöhte mediale Aufmerksamkeit erhielt.